# Семенівка (Мелітопольський район)
Семені́вка (до 1870 року — Сорокове) — село в Україні, адміністративний центр Семенівської сільської громади Мелітопольського району Запорізької області. Населення становить 2869 осіб. До 2019 року орган місцевого самоврядування — Семенівська сільська рада.

## Географія
Село Семенівка розташоване за 122 км від обласного центру та 7 км від районного центру, на правому березі річки Молочна, вище за течією на відстані 0,5 км розташоване село Тамбовка, на протилежному березі — село Вознесенка. Поруч пролягає автошлях регіонального значення Р85. Найближча залізнична станція Мелітополь (за 6,8 км).

## Населення

### Мова
Розподіл населення за рідною мовою за даними перепису 2001 року:
| Мова              | Кількість | Відсоток |
| ----------------- | --------- | -------- |
| російська         | 2398      | 83.58%   |
| українська        | 449       | 15.65%   |
| кримськотатарська | 4         | 0.14%    |
| німецька          | 2         | 0.07%    |
| білоруська        | 1         | 0.03%    |
| болгарська        | 1         | 0.03%    |
| інші/не вказали   | 14        | 0.50%    |
| Усього            | 2869      | 100%     |

## Історія
Про заселення території, де розташоване село Семенівка, в давнину свідчать виявлені на околиці села і села Тамбовки залишки двох поселень бронзової доби (II тисячоліття до н. е.) і одного — скіфського часу (V—IV ст. до н. е.).. Семенівка (Сорокове) засноване 1813 року переселенцями із сіл Чернігівки та Андріївки Бердянського повіту. Згодом сюди прибуло декілька сімей з Дніпровського повіту, а також з Малої Білозерки Мелітопольського повіту. У 1830—1832 роках в селі  оселилися державні селяни з Миргородського повіту Полтавської та Бєлгородського повіту Харківської губерній, а у 1850-х роках — з Курської та Орловської губерній.
Населення займалося переважно тваринництвом: розводили коней, овець і велику рогату худобу, а також вирощували пшеницю. У 1841 році в селі провели перший переділ землі на 493 ревизские душі, на кожну з яких довелося по 11,5 десятини, включаючи садибу, ріллю і толоку. Культура землеробства була низькою. Селяни збирали в середньому по 16-20 пудів зерна з десятини.
За народними переказами, назва села Сорокове походить від місця заснування — сорокової дільниці. З 1850-х років переселенці з Орловської губернії стали називати його Семенівкою на честь рідного села на батьківщині. Ця назва й була офіційно затверджена у 1870 році.
Станом на 1886 рік у селі Терпіннівської волості Мелітопольського повіту Таврійської губернії мешкало 1658 осіб, налічувалося 224 домогосподарств, існували православна церква, школа та лавка.

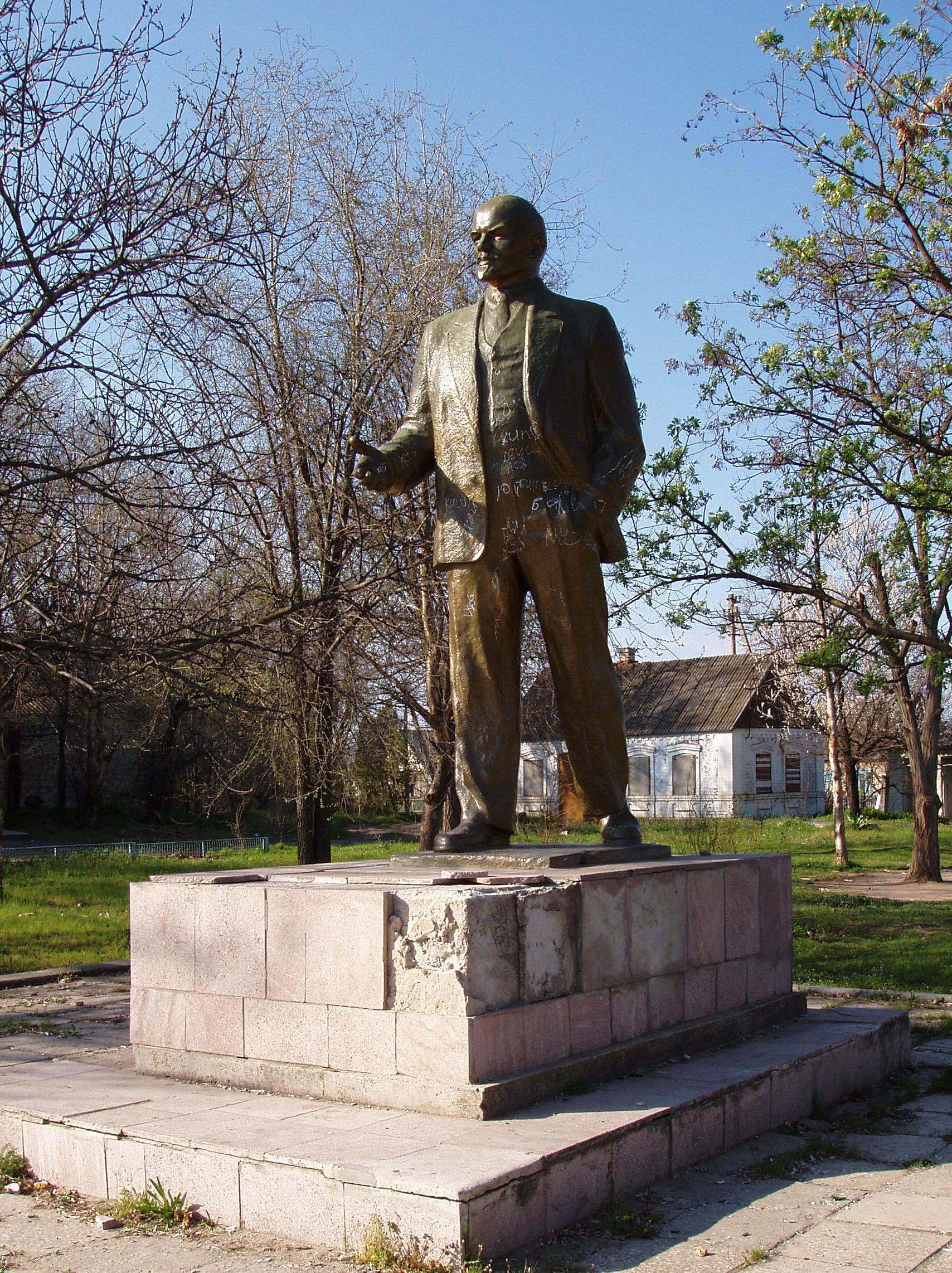
Колишній пам'ятник Леніну в центрі села (демонтований під час декомунізації)

Наприкінці XIX — початку XX століть в Семенівці діяли чотири школи — дві церковноприходські та дві школи грамоти. У 1875 році відкрита бібліотека, що налічувала 1,2 тис. книг. Напередодні першої світової війни в Семенівці налічувалося 400 домогосподарств і проживало 3 546 мешканців.
У радянські часи в Семенівці існував колгосп «Шлях Леніна».
16 грудня 2015 року Семенівська сільська рада, на виконання закону про декомунізацію перейменувала сім вулиць і три провулка: вулиця і провулок Жовтневий перейменовані на  Михайлівський, а вулиця і провулок Червонофлотський — Дружби. Також громада ухвалила рішення про демонтаж пам'ятника Леніну, який невдовзі і було демонтовано. У квітні 2018 року вулиця Пролетарська перейменована в вулицю Мелітопольську.
27 травня 2019 року село стало адміністративним центром новоутвореної Семенівської сільської громади.

## Економіка
- ПП «Агротехполіс».
- ФГ «ВВМ».
- Садиба Єліфіренко (надає послуги в галузі сільського зеленого туризму)[7].

## Об'єкти соціальної сфери
- Середня загальноосвітня школа. Крім дітей з Семенівки, в школу приїжджають учні з сіл Семенівської сільської громади — Обільного, Тамбовки й Рівного. У 2012 році для підвезення дітей школа отримала шкільний автобус[8]. 20 жовтня 2016 року Семенівська школа відзначила 50-річний ювілей від дня заснування[9].
- Фельдшерсько-акушерський пункт.
- Бібліотека. У 2012 році було відкрито нове приміщення бібліотеки[10]
- Будинок культури.[11]
- Храм архангела Михаїла. Підпорядкований Запорізька єпархія УПЦ УПЦ МП[12]

## Відомі люди
- Григоров Віктор Федорович — український живописець-монументаліст, заслужений діяч мистецтв України (1993). Народився в Семенівці[13].